# Tratados de Tzucacab
Los Tratados de Tzucacab  fueron firmados el 23 de abril de 1848 con la intención fallida de poner fin a la Guerra de Castas, la cual, había iniciado con una rebelión del pueblo maya en julio de 1847 y se había extendido a gran parte del territorio de la entonces independiente República de Yucatán. Fueron firmados por los comisionados del gobierno yucateco y por Jacinto Pat, uno de los líderes rebeldes. Sin embargo, Cecilio Chi y otros líderes mayas, con ideas más radicales, rechazaron el documento. Los conflictos bélicos continuaron hasta 1902.  

## Marco histórico

Los Tratados firmados en Tzucacab, Yucatán fueron insuficientes para terminar con la guerra de castas, conflicto que se prolongó hasta 1901

En 1847 Yucatán era una república en ciernes, separada de México, país con el que incluso había sostenido un conflicto bélico del que había salido relativamente victorioso al expulsar de su territorio a las tropas representativas del México centralista. En este proceso bélico, Yucatán había utilizado el apoyo de un fuerte contingente de indígenas mayas que se habían solidarizado con el gobierno de Yucatán, a la sazón encabezado por Santiago Méndez que había sucedido a Miguel Barbachano en la gubernatura. Los indígenas participantes en el conflicto habían sido armados en ese proceso y ellos habían decidido no devolver sus armas cuando estas les fueron requeridas concluido el episodio.
Por otro lado, la población maya siempre había sido marginada y explotada desde la época de la conquista de Yucatán, ya sea a través de la encomienda, servidumbre de trabajo por deudas contraídas en las tiendas de raya de las haciendas, o pagos de obvenciones y tributos al clero. La situación de inconformidad ante el vasallaje se acrecentó y se hizo patente. En julio de 1847, el entonces gobernador Santiago Méndez fue notificado de la concentración de indígenas armados. Uno de los líderes, Manuel Antonio Ay fue aprehendido, enjuiciado y sentenciado con la pena de muerte. Este hecho fue el detonante de la rebelión maya, Cecilio Chi inició los ataques contra la población blanca en el oriente de la península, mientras que Jacinto Pat hizo lo propio en el sur. 
Para febrero de 1848, el avance de los mayas rebeldes había logrado tomar las poblaciones de Peto, Valladolid, Izamal y doscientos pueblos más. Mientras tanto, el gobernador Méndez había agotado las posibilidades y recursos para obtener la paz, solicitó inútilmente apoyo militar a los gobiernos de Estados Unidos, Cuba, Jamaica, España e Inglaterra. Ante estas expectativas, decidió llamar a la unidad de la clase política para confrontar la situación, y cedió el poder a Miguel Barbachano.

## Negociaciones y firma de los tratados
Miguel Barbachano —siendo nuevamente gobernador— comisionó al párroco José Canuto Vela para pactar la paz con los mayas rebeldes de la zona sur de la península de Yucatán. El párroco dirigió una carta a Jacinto Pat y Cecilio Chi en febrero de 1848. Tras el acercamiento del primero, los tratados fueron redactados y conformados en nueve artículos: 
1) Se abolía la contribución personal de todos los ciudadanos yucatecos
2) Las cuotas que se pagaban de bautismo y casamiento quedaban reducidas a tres y diez reales respectivamente.
3) Se podrían utilizar los montes como sementeras o para formar ejidos de los pueblos, sin necesidad de pagar arrendamiento y prohibiéndose la enajenación de dichas tierras.
4) Se devolverían a los indígenas, los fusiles que había recogido el gobierno.
5) Se establecía a Miguel Barbachano como responsable del cumplimento de los tratados y que su puesto como gobernador sería vitalicio, siendo respaldado por los pueblos.
6) Se establecía a Jacinto Pat como gobernador de todos los capitanes indígenas, y que junto a Barbachano establecería el mejor régimen para lograr la armonía de los pueblos.
7) Todos los sirvientes adeudados quedarían exentos del pago de sus deudas.
8) Los pagos de derecho para destilación de aguardiente, quedarían abolidos.
9) Una vez ratificados los tratados, las fuerzas beligerantes regresarían a sus hogares.
Los tratados fueron firmados por los comisionados José Canuto Vela, Felipe Rosado, Manuel Meso Vales, José María Pat, Francisco Cob, Pantaleón Uh y Juan Justo Yam el 19 de abril, y fueron ratificados por Jacinto Pat y Miguel Barbachano el 23 de abril de 1848.

## Reacciones y consecuencias
Para la facción de rebeldes dirigida por Jacinto Pat, la razón de la lucha era precisamente poner fin a las contribuciones que se pagaban al gobierno y a reducir las obvenciones que se pagaban al clero. Sin embargo, las ideas de Cecilio Chi, y la de otros líderes, eran más radicales, su objetivo era el exterminio y expulsión de la población blanca. Por tales discrepancias, Jacinto Pat fue considerado traidor a la causa de los rebeldes, y poco después, fue asesinado. Los rebeldes mayas del sur fueron perdiendo fuerza, y los de occidente se replegaron hacia el mar Caribe, conformando la zona que se conoció con el nombre de Chan Santa Cruz.  En contraste, la población maya de occidente —que había estado por más tiempo acostumbrada al peonaje— se unió a las fuerzas del gobierno. En mayo de 1848, el gobierno de Yucatán otorgó el título de hidalgos a los indígenas mayas que lucharon en contra de los rebeldes, se les solicitó presentarse con hacha, machete, saco, calabazo y mecapal. Para el mes de julio, el gobierno yucateco contaba con la ayuda de diez mil hidalgos. Barbachano pidió apoyo al gobierno mexicano, la respuesta del entonces presidente José Joaquín de Herrera fue positiva, se enviaron municiones y armamento. El 17 de agosto de 1848, Yucatán se reincorporó a la República mexicana. A partir de entonces, el balance del conflicto bélico se inclinó a favor del gobierno, aunque la guerra continuó de forma intensa hasta 1854, y en forma de guerrillas hasta 1901.